# 坂元大希
坂元 大希（さかもと だいき、1996年4月15日 - ）は、佐賀県出身のプロサッカー選手。ポジションはミッドフィールダー。

## 経歴
サガン鳥栖の下部組織から大津高校に越境進学した。
左利きでドリブル突破からのシュートを武器とし、高校3年時には野田裕喜らとともに大津高校初のインターハイ決勝進出に貢献した。
2014年12月17日、ロアッソ熊本への新加入が発表された。2015年8月の天皇杯1回戦にてプロデビューを果たした。
2016年9月、ドイツ6部リーグのFCドルンドルフに完全移籍することが発表されたが、契約の関係で加入することが出来なかった。
2017年、ドイツ5部リーグのSFバウムベルクに加入。

## 所属クラブ

### ユース
- サガン鳥栖U-12
- サガン鳥栖U-15
- 熊本県立大津高等学校

### プロ歴
- 2015年 - 2016年9月  ロアッソ熊本
- 2016年  FCドルンドルフ
- 2017年  SFバウムベルク

## 個人成績
| 国内大会個人成績 | 国内大会個人成績 | 国内大会個人成績 | 国内大会個人成績 | 国内大会個人成績 | 国内大会個人成績 | 国内大会個人成績 | 国内大会個人成績 | 国内大会個人成績 | 国内大会個人成績 | 国内大会個人成績 | 国内大会個人成績 |
| 年度             | クラブ           | 背番号           | リーグ           | リーグ戦         | リーグ戦         | リーグ杯         | リーグ杯         | オープン杯       | オープン杯       | 期間通算         | 期間通算         |
| 年度             | クラブ           | 背番号           | リーグ           | 出場             | 得点             | 出場             | 得点             | 出場             | 得点             | 出場             | 得点             |
| 日本             | 日本             | 日本             | 日本             | リーグ戦         | リーグ戦         | リーグ杯         | リーグ杯         | 天皇杯           | 天皇杯           | 期間通算         | 期間通算         |
| ---------------- | ---------------- | ---------------- | ---------------- | ---------------- | ---------------- | ---------------- | ---------------- | ---------------- | ---------------- | ---------------- | ---------------- |
| 2012             | 大津高           | 24               | -                | -                | -                | -                | -                | 1                | 0                | 1                | 0                |
| 2015             | 熊本             | 13               | J2               | 0                | 0                | -                | -                | 1                | 0                | 1                | 0                |
| 2016             | 熊本             | 13               | J2               | 0                | 0                | -                | -                | 0                | 0                | 0                | 0                |
| 通算             | 日本             | 日本             | J2               | 0                | 0                | -                | -                | 1                | 0                | 1                | 0                |
| 通算             | 日本             | 日本             | 他               | -                | -                | -                | -                | 1                | 0                | 1                | 0                |
| 総通算           | 総通算           | 総通算           | 総通算           | 0                | 0                | 0                | 0                | 2                | 0                | 2                | 0                |

- 公式戦初出場 - 2015年8月29日 天皇杯1回戦 福岡大学戦 （水前寺陸上競技場）

## 代表歴
- 2012年熊本国体選抜
- U-16日本代表候補
- 第70回(2015年) 国体熊本成年男子メンバー